# Banjo man
Banjo man is een nummer van de Volendamse band BZN uit 1994.
Een live-opname van het nummer werd op single uitgebracht en stond tien weken in de Nederlandse Top 40, waar het de zesde plaats behaalde. Daarmee was het de grootste hit voor de groep in de jaren negentig en de succesvolste BZN-single met Carola Smit als zangeres.